# Koranska Strana
Koranska Strana is een plaats in de gemeente Barilović in de Kroatische provincie Karlovac. De plaats telt 13 inwoners (2001).